# ماريوس موليك
ماريوس موليك (بالبولندية: Mariusz Mowlik)‏ هو لاعب كرة قدم بولندي في مركز الدفاع، ولد في 19 مايو 1981 في بوزنان في بولندا. شارك مع منتخب بولندا لكرة القدم. أما مع النوادي، فقد لعب مع بولونيا وارسو ودايسكوبوليا غرودجيسك ويلكوبولسكي ولخ بوزنان وميدز ليجنيكا ونادي ال كي اس ودز ونادي إيغاليو لكرة القدم.

## وصلات خارجية
- ماريوس موليك على موقع قاعدة بيانات كرة القدم.إي يو (الإنجليزية)
- ماريوس موليك على موقع ناشيونال فوتبول تيمز (الإنجليزية)